# Kent Karlsson
Kent Karlsson (Arboga, 1945. november 25. –)  svéd válogatott labdarúgó.

## Pályafutása

### A válogatottban
1973 és 1977 között 38 alkalommal szerepelt a svéd válogatottban. Részt vett az 1974-es és az 1978-as világbajnokságon.

## Sikerei, díjai
Åtvidabergs FF
- Svéd bajnok (2): 1972, 1973
- Svéd kupa (2): 1970, 1971

Egyéni
- Guldbollen (1): 1975